# Cecidomyza tarseolata
Cecidomyza tarseolata är en tvåvingeart som först beskrevs av Zetterstedt 1850.  Cecidomyza tarseolata ingår i släktet Cecidomyza och familjen gallmyggor.
Artens utbredningsområde är Norge. Inga underarter finns listade i Catalogue of Life.